# Beulah, Mississippi
Beulah är en ort (town) i Bolivar County i Mississippi i USA.
Beulah grundades 1866 när plantageägaren Frank A. Montgomery skänkte mark och finansierade bygget av en domstolsbyggnad i syfte att få countyts administrativa huvudort flyttad dit, vilket han lyckades med. 1872 blev dock Floreyville (numera kallad Rosedale) ny administrativ huvudort. Orten fick stadsprivilegier 1905. Orten har fått sitt namn efter psalmen "Beulah Land", som var Montgomerys favorit.
Vid 2020 års folkräkning hade Beulah 242 invånare. Orten ingår i Clevelands storstadsområde (micropolitan statistical area).